# トゥナイト (ルベッツの曲)
トゥナイト（Tonight）は、ルベッツの2枚目のシングル。

## 解説
1973年10月に「シュガー・ベイビー・ラヴ」「トゥナイト」「恋のジュークボックス」は同日録音されており、ボーカルパートはポール・ダ・ヴィンチが担当したが、「シュガー・ベイビー・ラヴ」以外は後任のアラン・ウィリアムズが歌い直したものに差し替えられた。
Ｂ面の「Silent Movie Quuen」はアランとジョンの共作でボーカルをジョン・リチャードソンが担当した。
「シュガー・ベイビー・ラヴ」と同様にノスタルジックなオールディーズ風のアレンジが施され、ドゥーワップ風コーラスや超高音のファルセット、歌詞の朗読、リフレイン、フェードアウトなどがふんだんに盛り込まれている。

## レコーディングメンバー
- ポール・ダ・ヴィンチ(ボーカル)

ただし、アランのボーカルパートに差し替えられ、正式にリリースされたのはそちらになる。
- アラン・ウィリアムス (ボーカル)
- ミック・クラーク(エレクトリック ベース)
- トニー・ソープ (エレクトリック  ギター)
- ジョン・リチャードソン (ドラム)
- ピーター・アニセン (ピアノ)
- ビル・ハード (ピアノ)